# Theodor Frølich

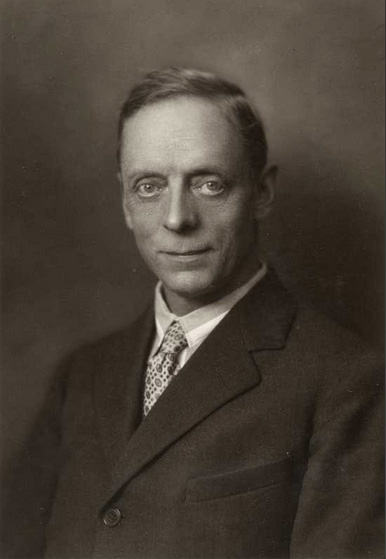
Theodor Frølich (1927)

Theodor Christian Brun Frølich (* 29. September 1870 in Christiania; † 14. August 1947 in Oslo) war ein norwegischer Pädiater, Hochschullehrer und Pionier auf dem Gebiet der Erforschung des Skorbuts.

## Werdegang

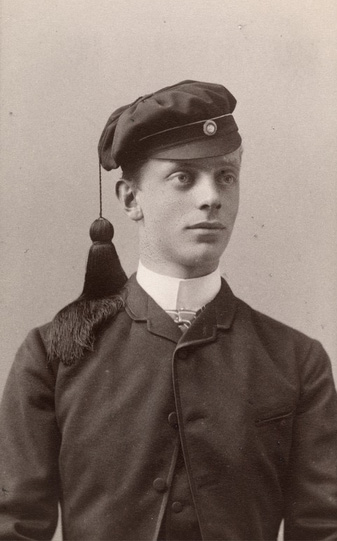
Theodor Frølich (1889)

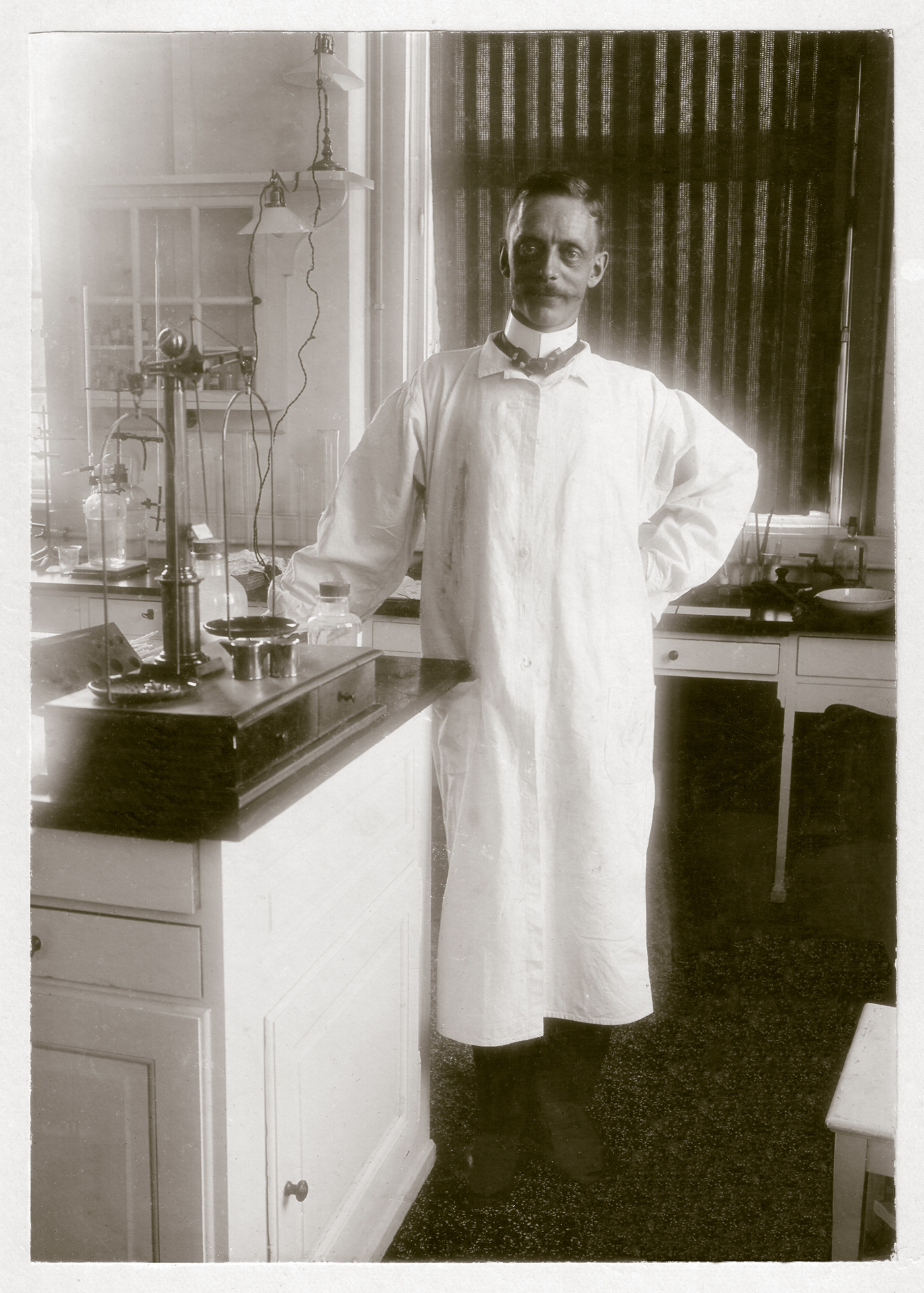
Theodor Frølich im Labor ca. 1910

Frølich wurde 1903 mit einer Abhandlung über Diabetes bei Kindern zum Dr. med. promoviert. Danach arbeitete er einige Jahre an der Kinderklinik des Rickshospitalet in Oslo und parallel dazu als Assistent am Institut für Hygiene.
Als Kinderarzt interessierte es sich für die Ursachen der Möller-Barlow-Krankheit, einer bei Säuglingen auftretenden Form des Skorbuts. Zu dieser Zeit gab es verschiedene Vermutungen über die Ursache dieser Erkrankung. Sie reichten von Infektionen bis zu Vergiftungen. Der norwegische Physiologe Sophus Torup behauptete beispielsweise, dass Skorbut eine Vergiftung sei, die durch die bakterielle Zersetzung von Fleisch hervorgerufen werde. Zusammen mit dem Hygieniker und Bakteriologen Axel Holst führte Frølich Versuche an Meerschweinchen durch, die sie unterschiedlich ernährten. Tiere, die nur Getreide zur Nahrung bekamen, entwickelten nach einigen Wochen die Symptome, die denen des Menschen bei Skorbut sehr ähnelten. Durch Umstellung auf eine Ernährung mit Obst, Gemüse und Löwenzahn konnte die Erkrankung dagegen vermieden beziehungsweise kuriert werden. Sie veröffentlichten ihre Ergebnisse 1907.
Ihre Entdeckungen wurden sehr kontrovers diskutiert und sorgten in der Fachwelt für einigen Aufruhr. Das Konzept einer Mangelernährung als Ursache für eine Erkrankung war neu und revolutionär. Fridtjof Nansen beispielsweise schrieb sehr abfällige Zeitungsartikel über Holsts und Frølichs Arbeiten. Den Erfolg seiner Expeditionen schrieb er Torup zu, mit dem er befreundet war. Es sollte etwa 60 Jahre dauern, bis ihre Entdeckung entsprechend gewürdigt wurde. Heute sieht man sie als wichtigsten Beitrag zur Aufklärung der Ätiologie des Skorbuts.
Von 1922 bis zu seiner Emeritierung 1941 war Frølich Professor für Pädiatrie an der Universität Oslo. Der Frölich Peak, ein Berg in der Antarktis, ist seit 1959 nach ihm benannt.

## Familie
Theodor Frølichs Eltern waren Theodor Christian Brun Frølich (1834–1904) und Bodil Christine Grønn (1834–1901). Er selbst war ab 1897 verheiratet mit Clara Constance Rosalie Aimée Thaulow Knutsen (1873–1948).

## Werke
- T. Frølich: Studier over Diabetes mellitus i barnealderen af Theodor Frølich. 1903
- T. Frølich: Experimentelle Untersuchungen über den infantilen Skorbut. In: Z. Hyg. Infektionskrankh. Band 72, 1912, S. 155–182.
- T. Frølich: Pædiatri: en veiledning under studiet av den første barnealders sygdommer. 1924
- T. Frølich: Nordisk Laerebog i Paediatri Munksgaard, 1945, 892 S.
- T. Frølich: Pædiatri. Steen, 1924